# Sphondylia pubimaculata
Sphondylia pubimaculata es una especie de coleóptero de la familia Megalopodidae.

## Distribución geográfica
Habita en Camerún.